# Richard Brown
Pas d'image ? Cliquez ici

a Compétitions nationales et continentales officielles uniquement.

b Matchs officiels uniquement.
Dernière mise à jour le 19 mars 2018.
Richard Brown, né le 28 août 1984 à Julia Creek dans l'état du Queensland (Australie), est un joueur de rugby à XV international australien. Il évolue au poste de troisième ligne centre. Il joue en équipe nationale avec les Wallabies entre 2008 et 2010.

## Carrière

### En club
Il dispute le Super Rugby avec la Western Force entre 2006 et 2013
Il joue 6 matchs en 2006, 13 matchs en 2007, 13 matchs en 2008, 7 matchs en 2009, 8 en 2010, 15 en 2011, 13 en 2012 et 14 en 2013.
Avec Perth Spirit il a disputé la saison 2007 de l'Australian Rugby Championship.
Il termine sa carrière avec le club japonais des Honda Heat, où il évolue entre 2013 et 2015.

### En équipe nationale
Il a débuté sur le plan international en jouant avec l'équipe scolaire d'Australie en 2001, puis avec l'équipe de rugby à 7 et l'équipe des moins de 21 ans en 2003 et 2004.
Brown a joué son premier test avec les Wallabies le 12 septembre 2008 contre la Nouvelle-Zélande à Brisbane dans le cadre du Tri-nations.
Il dispute le Tri-nations 2009 comme titulaire au poste de troisième ligne centre.

## Palmarès
- Nombre de tests avec les Wallabies : 23
- Nombre de matchs du Tri-Nations : 11